# The W
Albums de Wu-Tang Clan
Wu-Tang Forever
(1997) Iron Flag
(2001)
Singles
1. Protect Ya Neck (The Jump Off)
Sortie : 17 octobre 2000
2. Gravel Pit
Sortie : 5 décembre 2000
3. Careful (Click, Click)
Sortie : 17 juillet 2000

The W est le troisième album studio du Wu-Tang Clan, sorti le 21 novembre 2000.
L'album, qui contient notamment des collaborations avec Redman, Busta Rhymes et Junior Reid, s'est classé 1er au Top R&B/Hip-Hop Albums et 5e au Billboard 200 et a été certifié disque de platine par la RIAA le 14 décembre 2000.

## Liste des titres
Tous les titres sont produits par RZA, sauf mention contraire.
| No  | Titre                                                  | Contient un (des) sample(s) de | Durée |
| --- | ------------------------------------------------------ | --- | ----- |
| 1.  | Intro (Shaolin Finger Jab) / Chamber Music             | | 4:26  |
| 2.  | Careful (Click, Click)                                 | Funky Way de Rufus Thomas Da Mystery of Chessboxin' du Wu-Tang Clan | 4:56  |
| 3.  | Hollow Bones                                           | Is It Because I'm Black de Syl Johnson | 3:37  |
| 4.  | Redbull (featuring Redman)                             | | 3:53  |
| 5.  | One Blood Under W (featuring Junior Reid)              | James Bond Theme de John Barry et Monty Norman One Blood de Junior Reid | 4:11  |
| 6.  | Conditioner (featuring Snoop Dogg)                     | The Thief de Roy Budd Dizzy World des Ballads | 5:32  |
| 7.  | Protect Ya Neck (The Jump Off)                         | Oh, Pretty Woman d'Albert King Tramp de Lowell Fulson | 3:58  |
| 8.  | Let My Niggas Live (featuring Nas)                     | The Thief de Roy Budd | 4:29  |
| 9.  | I Can't Go to Sleep (featuring Isaac Hayes)            | Walk On By d'Isaac Hayes | 3:35  |
| 10. | Do You Really (Thang, Thang) (Produit par Mathematics) | Hang on Sloopy de David Porter | 5:22  |
| 11. | The Monument (featuring Busta Rhymes)                  | The Jungle de Black Heat | 2:38  |
| 12. | Gravel Pit (featuring Paulissa Moorman)                | Thème de Belphégor ou le Fantôme du Louvre d'Antoine Duhamel It's a Man's Man's Man's World de James Brown Back and Forth de Cameo Ain't It Funky Now de Grant Green Shame on a Nigga du Wu-Tang Clan | 4:51  |
| 13. | Jah World (featuring Junior Reid)                      | | 3:51  |
| 14. | Clap (Morceau caché – Produit par Mathematics)         | You're Gonna Need Me de Dionne Warwick Handclapping Song des Meters | 7:36  |